# 求愛反斗星
求愛反斗星（Crazy Romance），是1985年的一部香港浪漫喜剧电影，由導演梁家樹所執導，並陳百祥、張艾嘉、張國榮等人所主演。

## 演員及角色
- 陈百祥 飾演 洪家寶
- 張艾嘉 飾演 嘉嘉
- 张国荣 飾演 荣
- 胡大為 飾演 許冠仁
- 曹查理 飾演 劉姓监狱官
- 成奎安 飾演 愤怒的汽车司机
- 吳孟達 飾演 機場的檢查員

## 外部連結
- IMDB项
- 香港cinemagic项 （页面存档备份，存于）